# Henry Corden
Henry Corden (* 6. Januar 1920 in Montreal, Kanada; † 19. Mai 2005 in Encino, Kalifornien) war ein kanadischer Schauspieler und Sprecher in Zeichentrickfilmen.  

## Karriere
In seiner Jugend zog Henry nach New York City. In den 1940er Jahren kam er nach Hollywood und hatte hier diverse kleine Filmrollen, zumeist in der Rolle des Schurken. Zudem trat er in zahlreichen TV-Serien auf, darunter Perry Mason, Rauchende Colts, Mr. Ed oder Ein Käfig voller Helden. 
Seit den 1960er Jahren war er hauptsächlich als Sprecher in Zeichentrickfilmen und -serien aktiv, darunter Jonny Quest, Familie Feuerstein und Tom und Jerry. 1977 wurde er nach dem Tod von Alan Reed der neue Sprecher der Figur Fred Feuerstein.
Henry Corden starb im AMI Encino Krankenhaus an einem Lungenemphysem. Er hinterlässt seine Frau Angelina sowie fünf Kinder und fünf Enkel.

## Filmografie (Auswahl)

### Filme
- 1947: Das Doppelleben des Herrn Mitty (The Secret Life of Walter Mitty)
- 1949: She Shoulda Said No!
- 1950: Drei Männer für Alison (Please Believe Me)
- 1950: Asphalt-Dschungel (The Asphalt Jungle)
- 1950: Abbott und Costello als Legionäre (Abbott and Costello in the Foreign Legion)
- 1950: Der Fischer von Louisiana (The Toast of New Orleans)
- 1950: Kim – Geheimdienst in Indien (Kim)
- 1951: Das Schwert von Monte Christo (The Sword of Monte Cristo)
- 1951: Gangster unter sich (Behave Yourself!)
- 1951: Ausgezählt (Iron Man)
- 1952: Gefährten des Grauens (The Wild North)
- 1952: Viva Zapata!
- 1952: Stärker als Ketten (Carbine Williams)
- 1952: Scaramouche, der galante Marquis (Scaramouche)
- 1952: Der Sohn von Ali Baba (Son of Ali Baba)
- 1952: Das schwarze Schloß (The Black Castle)
- 1953: Ich beichte (I Confess)
- 1953: Vorhang auf! (The Band Wagon)
- 1953: Abbott und Costello gegen Dr. Jekyll und Mr. Hyde (Abbott and Costello Meet Dr. Jekyll and Mr. Hyde)
- 1954: Der Würger von Paris (Phantom of the Rue Morgue)
- 1954: Der Talisman (King Richard and the Crusaders)
- 1954: Sinuhe der Ägypter (The Egyptian)
- 1955: Jupiters Liebling (Jupiter’s Darling)
- 1955: Die Hölle von Dien Bien Phu (Jump into Hell)
- 1956: Vincent van Gogh – Ein Leben in Leidenschaft (Lust for Life)
- 1956: Die zehn Gebote (The Ten Commandments)
- 1960: Abenteuer am Mississippi (The Adventures of Huckleberry Finn)
- 1965: Fremde Bettgesellen (Strange Bedfellows)
- 1965: Das Familienjuwel (The Family Jewels)
- 1966: Paris ist voller Liebe (Made in Paris)
- 1966: Dominique – Die singende Nonne (The Singing Nun)
- 1966: Frankie und Johnny (Frankie and Johnny)
- 1970: Wo, bitte, geht’s zur Front? (Which Way to the Front?)
- 1970: Harlem Globe Trotters
- 1981: Schatz, du strahlst ja so! (Modern Problems)
- 1982: Garfield im Tierasyl (Here Comes Garfield, Kurzfilm, Sprechrolle)
- 1993: Familie Feuerstein – Weihnachten im Steintal (A Flintstone Family Christmas, Kurzfilm, Sprechrolle)

### Fernsehserien
- 1951–1953: Space Patrol (3 Folgen)
- 1957: Alfred Hitchcock präsentiert (Alfred Hitchcock Presents, Folge 2x31)
- 1957: Perry Mason (eine Folge)
- 1958: Vater ist der Beste (Father Knows Best, Folge 4x18)
- 1958: Rauchende Colts (Gunsmoke, Folge 3x39)
- 1959–1960: Peter Gunn (4 Folgen)
- 1960: Kein Fall für FBI (The Detectives, Folge 1x33)
- 1960: 77 Sunset Strip (Folge 3x06)
- 1961: Bonanza (Folge 2x22)
- 1961–1965: Mr. Ed (Mister Ed, 4 Folgen)
- 1962: Maverick (Folge 5x12)
- 1962: Twilight Zone (Folge 3x32 Das Geschenk)
- 1962: Die Unbestechlichen (The Untouchables, Folge 4x04)
- 1963–1966: Familie Feuerstein (The Flintstones, 19 Folgen, Sprechrolle)
- 1964–1965: Jonny Quest (15 Folgen, Sprechrolle)
- 1964/1965: Mein Onkel vom Mars (My Favorite Martian, 2 Folgen)
- 1965: Bezaubernde Jeannie (I Dream of Jeannie, Folge 1x02)
- 1965–1966: Siegfried Sqirrel (The Secret Squirrel Show, 8 Folgen, Sprechrolle)
- 1965–1966: A. Tom Ameise und seine Freunde (Atom Ant, 26 Folgen, Sprechrolle)
- 1965–1970: The Red Skelton Show (17 Folgen)
- 1965–1971: Ein Käfig voller Helden (Hogan’s Heroes, 5 Folgen)
- 1966: Tammy, das Mädchen vom Hausboot (Tammy, Folge 1x19)
- 1966: Verliebt in eine Hexe (Bewitched, Folge 3x05)
- 1966: Daniel Boone (Folge 3x05)
- 1966–1967: Die Monkees (The Monkees, 5 Folgen)
- 1967: FBI (The F.B.I., Folge 2x16)
- 1967: Tarzan (Folge 1x29)
- 1967: The Beverly Hillbillies (Folge 6x06)
- 1967–1968: Die Jerry Lewis Show (The Jerry Lewis Show, 3 Folgen)
- 1968: Ihr Auftritt, Al Mundy (It Takes a Thief, Folge 1x10)
- 1968: Planet der Giganten (Land of the Giants, Folge 1x09)
- 1969: Mini-Max (Get Smart, 2 Folgen)
- 1970: Der Chef (Ironside, Folge 3x20)
- 1970–1973: Mary Tyler Moore (The Mary Tyler Moore Show, 3 Folgen)
- 1973: Drei Mädchen und drei Jungen (The Brady Bunch, Folge 5x07)
- 1974: Die Straßen von San Francisco (The Streets of San Francisco, Folge 3x14)
- 1975: Harry O (Folge 1x17)
- 1975: Return to the Planet of the Apes (13 Folgen, Sprechrolle)
- 1980–1981: Thundarr the Barbarian (7 Folgen)
- 1981–1982: Spider-Man (26 Folgen, Sprechrolle)
- 1982: Die Schlümpfe (The Smurfs, 2 Folgen, Sprechrolle)
- 1983: Alvin und die Chipmunks (Alvin and the Chipmunks, 13 Folgen, Sprechrolle)
- 1984: Die Gobots (Challenge of the GoBots, unbekannte Folgenanzahl, Sprechrolle)
- 1993–1997: Egons bunte Welt (The Busy World of Richard Scarry, 30 Folgen, Sprechrolle)
- 1994: Die Simpsons (The Simpsons, Folge 6x05 Tingeltangel-Bob, Sprechrolle)
- 1994: Garfield und seine Freunde (Garfield and Friends, Folge 7x10, Sprechrolle)
- 1997: The Weird Al Show (Fernsehserie, Folge 1x08, Sprechrolle)